# Византийская медицина

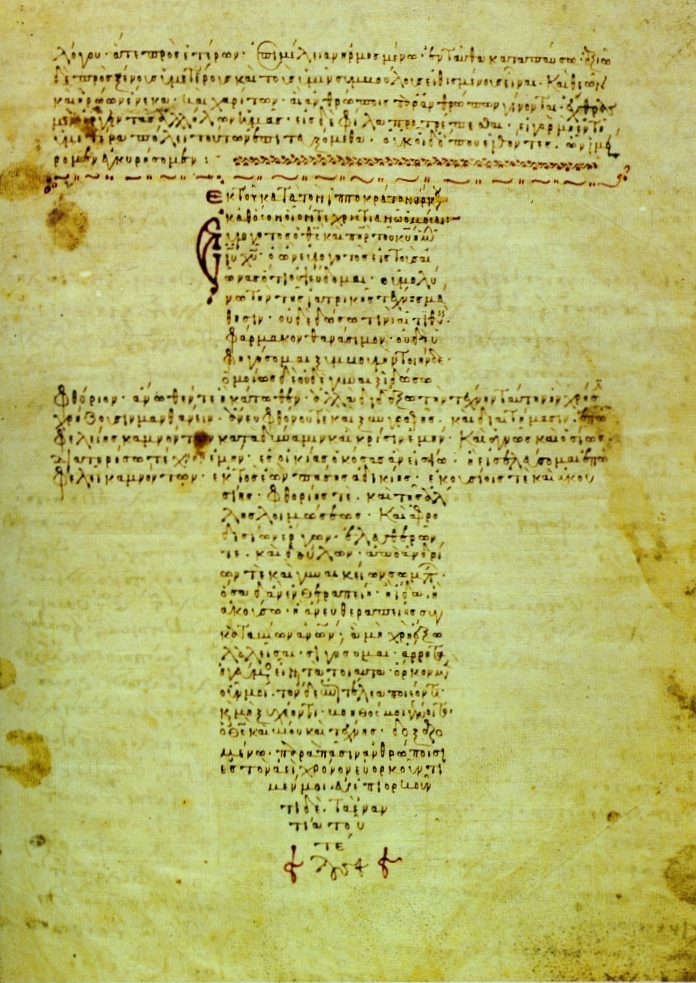
Византийская рукопись XII века Клятвы Гиппократа

Византийская медицина охватывает медицинскую практику Византийской империи приблизительно с 400 г. до 1453 года. Византийская медицина отличалась тем, что опиралась на базу знаний, разработанную ее предшественниками в греко-римской медицине. Сохраняя медицинскую практику с древности, византийская медицина оказала влияние на исламскую медицину, а также способствовала возрождению западной медицины в эпоху Ренессанса.
Византийские врачи часто собирали и стандартизировали медицинские знания в учебниках. Их записи, как правило, включали не только диагностические объяснения, но и технические чертежи. Медицинский сборник в семи книгах, написанный ведущим врачом Павлом Эгинским, сохранился как особенно основательный источник медицинских знаний. Этот сборник, написанный в конце VII века, оставался в качестве стандартного учебника в течение следующих 800 лет. Эта традиция компиляции продолжалась с X по XX века в жанре медицинских работ, известных как ятрософия.
Поздняя античность способствовала революции в медицинской науке, а в исторических записях часто упоминаются гражданские больницы (хотя медицина на полях сражений и сортировка военного времени были зарегистрированы задолго до имперского Рима). Константинополь выделялся как центр медицины в Средние века, чему способствовало его расположение на перекрестке, богатство и накопленные знания.

## Происхождение
Возможно, один из ранних византийских врачей был автором Венской рукописи Диоскоридов, созданной около 515 г. н. э. для дочери императора Олибрия — Аниции Юлианы. Как и большинство византийских врачей, этот автор черпал свой материал у древних авторитетов, таких как Гален и Гиппократ, хотя византийские врачи расширили знания, сохранённые из греческих и римских источников. Орибасий, возможно, самый плодовитый византийский составитель медицинских знаний, часто обращал внимание на постоянные медицинские предположения, которые оказались неверными. Некоторые из его работ, наряду с работами других византийских врачей, были переведены на латынь и, в конце концов, в эпоху Просвещения и эпохи разума, на английский и французский языки.
Ещё один византийский трактат, автором которого был врач XIII века Николай Мирепсос, оставался основным фармацевтическим кодексом парижского медицинского факультета до 1651 года, в то время как византийский небольшой трактат Деметриоса Пепагоменоса (XIII век) о подагре был переведён и издан на латинском языке поствизантийским гуманистом Маркусом Мусурусом, в Венеции в 1517 году. Следовательно, можно утверждать, что предыдущие искажённые представления о Византии, которая была просто «носителем» знаний древней медицины в эпоху Возрождения, неверны. Известно, например, что итальянский врач конца XII века (Рожер Салерно) находился под влиянием трактатов византийских докторов Аэция и Александра Траллийского, а также Павла Эгинского.
Последним великим византийским врачом был Иоанн Актуарий, который жил в начале XIV века в Константинополе. Его работы о моче заложили фундамент для дальнейшего изучения урологии. Тем не менее, начиная с конца XII века до падения Константинополя в 1453 году, было очень мало дальнейшего распространения медицинских знаний, в основном из-за беспорядков, с которыми Империя столкнулась на обоих фронтах, после своего восстановления в виде Латинской империи и сокращения населения Константинополя из-за чумы и войны. Тем не менее византийская медицина чрезвычайно важна как с точки зрения новых открытий, сделанных в то время, когда Западная Европа находилась в состоянии кризиса, так и коллекции древнегреческих и римских знаний, а также их распространения как в эпоху Возрождения, так и в исламском мире.

## Больницы
Византийская империя была одной из первых империй, где процветали медицинские учреждения. До Византийской империи Римская империя имела больницы специально для солдат и рабов. Однако ни одно из этих заведений не было для общественности. Больницы в Византии изначально были основаны церковью для того, чтобы бедные имели доступ к основным удобствам. Больницы обычно были разделены между мужчинами и женщинами. Хотя остатки этих больниц не были обнаружены археологами, записи больниц Византийской империи описывают большие здания, которые имели основную особенность открытого очага. Учреждения Византийской империи напоминали начало того, что мы теперь знаем как современные больницы.
Первая больница была построена Леонтием Антиохийским в период между 344 и 358 годами и была местом, где чужеземцы и переселенцы могли найти убежище. Примерно в то же время дьякон по имени Марафоний отвечал за больницы и монастыри в Константинополе. Его главная цель состояла в том, чтобы улучшить городскую эстетику, украшая больницами как главную часть византийских городов. Эти ранние больницы были рассчитаны в первую очередь на бедноту. Григорий Назианзин назвал больницу лестницей на небеса, подразумевая, что она, по сути, исполняла роль хосписа и приюта с целью облегчить страдания хронически или смертельно больных людей, а не способствовать выздоровлению.
Учёные спорят о том, почему эти институты были созданы церковью. Вскоре после этого у Василия Кесарийского появилось место для больных, в котором было убежище для больных и бездомных.
После становления больниц в середине и конце IV века больницы распространились по всей империи. К началу V века больницы распространились через Средиземное море в Остию, Рим и Гиппон. Тем не менее, это не вызвало распространения большего количества больниц в византийской Африке и Италии. Также в V веке есть свидетельства появления больниц в византийском Египте и Сирии. В Сирии больница, описанная в документах «Жизнь Раббулы Эдесского», снабжала своих постояльцев чистой одеждой и простынями. Кроме того, епископ Раббула и больница в Эдессе известны как первая больница для больных и бедных.
После VI века больницы не создавались так часто: они стали нормальной частью жизни общества. Свидетельство строительства новых больниц происходит из Хронографии Михаила Пселла. В своей книге он описывает императоров Василия I, Романа I Лакапина и Константина IX, которые строили новые больницы, все из которых были расположены в Константинополе. За пределами Константинополя есть данные о больнице в Фессалониках, которая наряду с предоставлением коек и укрытий для своих пациентов в XII веке раздавала лекарства пациентам. Византийская рукопись V века, ныне известная как «Венский Диоскорид», до сих пор использовалась в качестве учебного пособия для госпиталей в Константинополе спустя почти тысячу лет после её создания в этом городе; маргиналии в рукописи записаны, так что её приказала восстановить греческая медсестра по имени Натаниэль в 1406 году.
На протяжении всего Средневековья фактическое количество больниц в империи трудно отследить. Некоторые эксперты оценивают более 160 больниц. Эти больницы сильно различались по размеру. По оценкам, в крупных больницах, например, в Константинополе, было более двухсот коек. Тем не менее, в большинстве других больниц того времени, судя по всему, насчитывалось несколько десятков коек.

## Практика
Медицинская практика Византийской империи произошла от греческого врача Гиппократа и римского (этнического грека) гражданина врача Галена. Доказательства использования древнегреческих лекарственных идей просматриваются через зависимость византийских врачей от темпераментов для диагностики болезни. Византийские врачи следовали теории Гиппократа о том, что тело состояло из четырёх темпераментов: крови, мокроты, жёлтой желчи и чёрной желчи. Эти темпераменты были связаны с определённым временем года, горячим или холодным, сухим или влажным. Для выявления этих темпераментов византийские врачи в значительной степени полагались на работы Галена.
Византийские методы диагностики были сосредоточены на наблюдениях врача за пульсом пациента и мочой. Кроме того, при определённых заболеваниях врачи могли исследовать экскременты, частоту дыхания и речь. В области пульсов врачи следовали учению Галена, определяя пульс по размеру, силе, скорости, частоте серии и твёрдости или мягкости. Византийский врач Иоанн Захариас Актуариос утверждает, что врачу нужна исключительно чувствительная рука и ясный ум. Иоанн Захария Актуариос также оказал большое влияние в области урологии. При византийской диагностике моча использовалась для выявления различных видов заболеваний. Иоанн Захариас Актуариос создал флакон, который разделил мочу на одиннадцать различных срезов. Сечение, в котором осадки или разные цвета появились во флаконе, соотносится с другой частью тела. Например, в верхней части флакона была муть, то считалось, что это инфекция головы.
После диагностики типа темперамента с помощью пульса или мочеиспускания врачи затем пытались удалить избыток лишнего «гумора» путём назначения диетических изменений, лекарств или кровопускания. Ещё один способ лечения людей — хирургическое вмешательство. Павел Эгинский был на передовой линии хирургии. Он описывает операцию по исправлению грыжи: «После разреза шириной в три пальца поперёк опухоли до паха, удаления мембран и жира, а также вскрытия брюшины в середине, где она поднята вплоть до точки, позвольте приложить ручку зонда, с помощью которой кишечник будет давить глубоко вниз. Таким образом, выступающие части брюшины, образованные на каждой стороне ручки зонда, должны быть соединены вместе швами, и затем мы извлекаем зонд, не разрезая брюшину и не удаляя яичко, и ничего другого, но лечить его с помощью приложений, используемых для свежих ран». Другие типы операций случались в это время и были описаны в работе Павла Эгинского, Эпитом Медицины. В этой работе упоминается более сорока видов операций и около пятнадцати хирургических инструментов. Кроме того, очевидно, что людей нанимают для поддержания чистоты хирургических инструментов, называемых «аконетес». Это демонстрирует внимание к хирургии, которое было в византийских больницах.
В дополнение к хирургии, фармацевтические препараты были также распространённым способом лечения болезни. Александр Траллийский написал о более чем шести сотнях лекарств, которые он использовал для лечения болезней. Его «Двенадцать книг» служат примером использования медицины для лечения всех видов заболеваний, включая то, что он назвал «меланхолией», которую современные врачи назвали бы депрессией. Некоторые из этих фармацевтических препаратов всё ещё используются сегодня, такие как колхицин. Александр Траллийский был одним из самых важных врачей Византии и показал, как медицина оказала большое влияние на византийскую жизнь.
Первая запись о разделении сиамских близнецов произошла в Византии в 900-х годах. Один из соединённых близнецов уже умер, поэтому хирурги попытались отделить мёртвого близнеца от выжившего близнеца. Результат был частично успешным, так как оставшийся близнец жил в течение трёх дней после разделения. Следующий случай отделения сиамских близнецов был зафиксирован в 1689 году в Германии несколькими веками позже.

## Роль церкви
Христианство сыграло ключевую роль в строительстве и обслуживании больниц. Многие больницы были построены и обслуживались епископами в их соответствующих префектурах. Больницы обычно строились рядом с церквями или вокруг них, и большое значение придавалось идее исцеления через спасение. Когда лекарство терпело неудачу, врачи просили своих пациентов молиться. В этом часто участвовали иконы Космы и Дамиана, покровителей медицины и врачей.
Христианство также сыграло ключевую роль в распространении идеи благотворительности. Медицина была, по словам историка Орегонского государственного университета Гэри Фернгрена (профессора древнегреческой и римской истории по специальности древняя медицина), «доступной для всех и … простой».
В реальной медицинской практике есть свидетельства христианского влияния. Иоанн Захариас Актуариос рекомендует использовать святую воду, смешанную с пеллиторическим растением, для лечения эпилепсии.